# زمین‌لرزه ۲۰۰۸ پارما
زمین‌لرزه پارما  در تاریخ ۲۳ دسامبر ۲۰۰۸ میلادی، برابر با ‎۳ دی ۱۳۸۷، در ایتالیا ، منطقه امیلیا رومانیا رخ داد. بزرگی آن ۵٫۴ در مقیاس ریشتر بدست آمده‌است. زلزله کشته‌ای نداشته است.